# Говорушка бледноокрашенная
Говору́шка бледноокра́шенная (лат. Clitocybe metachroa) — вид грибов, включённый в род Говорушка (Clitocybe) семейства Рядовковые (Tricholomataceae).

## Описание
Шляпка 3—5 см в диаметре, плоско-выпуклая, затем вдавленная и воронковидная, по краю нередко радиально разлинованная, гигрофанная, светло-бежевого или буроватого цвета.
Пластинки обычно довольно частые, нисходящие на ножку, сероватые.
Ножка 3—6 см длиной и 0,4—0,8 см толщиной, бледно-коричневая, голая, цилиндрическая, с расширенным опушённым основанием.
Мякоть беловатая или сероватая, тонкая, без особого вкуса и запаха.
Споровый порошок белый. Споры 5—7×3—4 мкм, эллиптические, немного асимметричные, неамилоидные, по 4 на базидиях. Цистиды отсутствуют.
Говорушка бледноокрашенная считается несъедобным грибом, некоторые источники причисляют её к ядовитым видам.

## Экология
Говорушка предпочитает широколиственные леса, произрастает обычно одиночно или небольшими группами.

## Таксономия

### Синонимы
- Agaricus dicolor Pers., 1801basionym
- Agaricus metachrous Fr., 1818, nom. nov.
- Clitocybe decembris Singer, 1962
- Clitocybe dicolor (Pers.) Murrill, 1915
- Clitocybe pratensis Velen., 1920
- Clitocybe pseudodicolor Raithelh., 1972
- Clitocybe raphaniolens P.Karst., 1890
- Lepista metachroa (Fr.) Harmaja, 1976
- Pseudolyophyllum metachroum (Fr.) Raithelh., 1978
- Pseudolyophyllum pseudodicolor (Raithelh.) Raithelh., 1979